# Мала-Панев
Ма́ла-Па́нев (пол. Mała Panew, Małapiana) — река в Польше, правый приток верхней Одры, протекает по территории Мышкувского, Люблинецкого, Тарногурского, Стшелецкого, Олесненского, Опольского поветов и города на правах повета Ополе в Силезском и Опольском воеводствах на юге страны.
Длина реки составляет 132 км, площадь водосборного бассейна — 2,1 тыс. км². Средний расход воды около устья — 11 м³/с. Максимальная амплитуда колебаний уровня воды в нижнем течении — 3,0 м.
Мала-Панев начинается юго-восточнее города Возники. В верхней половине течёт в основном на запад, в нижней на северо-запад. Впадает в Одру на высоте 147 м над уровнем моря около города Ополе на Силезской низменности.
Основные притоки — Хшонстава, Лесница, Люблинеца, Стола, Либава.
Крупнейшие населённые пункты на реке: Озимек, Завадзке, Калеты.